# هيدريد البوتاسيوم
هيدريد البوتاسيوم هو مركب كيميائي صيغته KH، ويوجد في الشروط القياسية على شكل صلب بلوري عديم اللون.

## التحضير
يحضر المركب من التفاعل المباشر للعنصرين المكونين له، وهما البوتاسيوم والهيدروجين عند درجات حرارة تفوق 260 °س:
{\displaystyle \mathrm {2\ K+H_{2}\longrightarrow 2\ KH} }

## الخواص

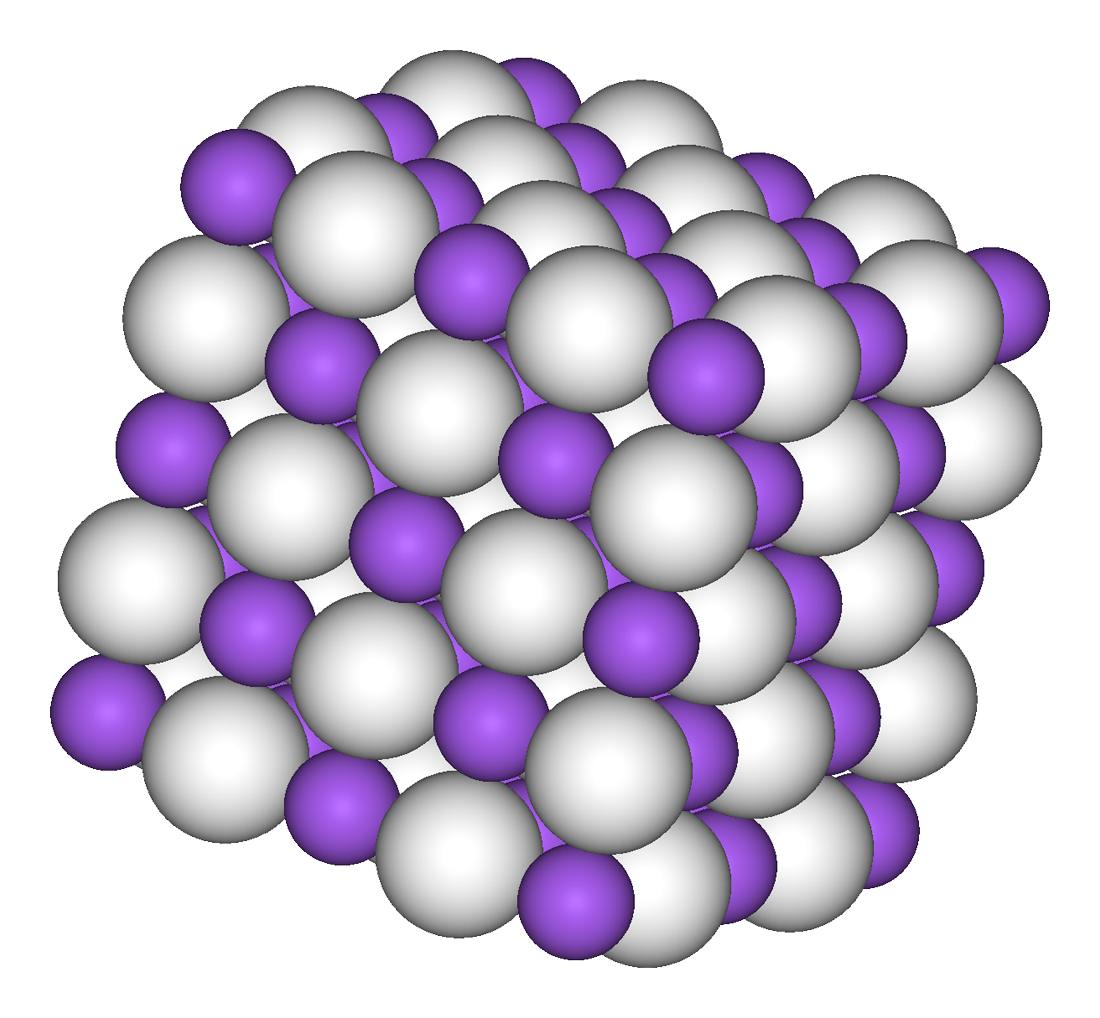
التركيب الكيميائي ثلاثي الأبعاد لهيدريد الصوديوم

يوجد هيدريد البوتاسيوم في الشروط القياسية على شكل بلورات عديمة اللون، تتفكك بالتسخين، وهي تلقائية الاشتعال عند التماس مع الرطوبة وتتفاعل مع الماء بشكل عنيف:
{\displaystyle \mathrm {KH+H_{2}O\longrightarrow KOH+H_{2}} }
بالمقابل يذوب المركب في مصهور الهيدروكسيدات القلوية، لكنه لا ينحل في المذيبات العضوية.
يعد هيدريد البوتاسيوم من القواعد الفائقة وهو أقوى من هيدريد الصوديوم.

## الاستخدامات
يستخدم المركب في الاصطناع العضوي من أجل نزع بروتون بعض مركبات معينة من مركبات الكربونيل للحصول على الإينولات الموافقة.